# پسران اینگمار
«پسران اینگمار» (سوئدی: Ingmarssönerna) فیلمی سوئدی در سبک درام به کارگردانی ویکتور شوستروم است که در سال ۱۹۱۹ منتشر شد. از بازیگران آن می‌توان به ویکتور شوستروم اشاره کرد.